# 前野沙織 & you radio
『前野沙織 & you radio』（まえのさおり アンドユーラジオ）は、東海ラジオで2020年10月3日から2022年3月27日まで放送されていたラジオ番組。

## 概要
番組コンセプトは、「あなたの深夜のおとも」。
番組タイトルは、パーソナリティの前野と深夜をひとりで過ごしている「あなた（you）」のための番組という意味である。

## パーソナリティ
- 前野沙織（東海ラジオアナウンサー）

## 放送時間
- 2020年10月3日 - 2021年3月27日
  - 土曜日 27:00 - 28:45
- 2021年4月3日 - 2022年3月27日
  - 日曜日 24:30 - 25:00

## コーナー

### 2021年4月 - 2022年3月
- How about you?
毎回ひとつのテーマを決め、「あなたはどうですか？」と、リスナーからの意見を募集する。
- ゲストコーナー
ゲストのコメントやインタビューが放送される。
番組コンセプトが「あなたの深夜のおとも」であることにちなみ、ゲストの「おとも」がトークのテーマとなっている。

### 2020年10月 - 2021年3月
- How about you?
- ニュース & more
東海ラジオのお昼の番組では取り上げられないような、「その他（& more）」なニュースを紹介。
- ニュース感想文
「ニュース & more」で紹介したニュースの感想を前野が述べる。
- Music half & half
2つの曲を少しずつ流し、「昔と今」、「男性と女性目線」の違いなどを聞き比べる。
- Reading for you
前野による朗読コーナー。青空文庫で公開されている作品を朗読。
コーナー冒頭では、「このコーナーでは、原作の表現を尊重して、当時の表現のままお送りします。」と、おことわりがある。
- ゲストコーナー